# (1789) Добровольский
(1789) Добровольский — астероид, открытый 19 августа 1966 года Людмилой Ивановной Черных в Крымской астрофизической обсерватории.
Назван в честь лётчика-космонавта СССР, Героя Советского Союза Георгия Добровольского, который погиб при разгерметизации спускаемого аппарата Союз-11.